# Bruunellia bandae
Bruunellia bandae is een lepelworm uit de familie Bonelliidae.
De wetenschappelijke naam van de soort werd in 1966 door Zenkevitch gepubliceerd.